# Südafrikanische Zwergrennmaus
Die Südafrikanische Zwergrennmaus (Gerbillurus paeba) ist ein im südlichen Afrika verbreitetes Nagetier in der Gattung der Namib-Rennmäuse. Laut einer Studie von 1986 sind diese Art und die Buschschwanz-Zwergrennmaus (Gerbillurus vallinus) Schwestertaxa. Das Typusexemplar stammt aus dem Westen der Provinz Ostkap in Südafrika.

## Merkmale
Die Art ist mit einer Gesamtlänge von 187 bis 230 mm, inklusive eines 102 bis 125 mm langen Schwanzes und mit einem Gewicht von 20 bis 37 g einer der kleinsten Gattungsvertreter. Es sind 26 bis 29 mm lange Hinterfüße und 16 bis 19 mm lange Ohren vorhanden. Die Population in der Wüste Namib ist mit einem Durchschnittsgewicht von 22 g etwas kleiner. Das Fell der Oberseite ist allgemein der Färbung des Sandes im Revier angepasst und variiert zwischen rotgrau und orangerot. Dazu steht die weiße Unterseite im Kontrast. Der Schwanz ist wie der Rücken gefärbt und in grauen Populationen unterseits heller. Typisch für den Kopf sind dunkle rotbraune Augen und Ohren mit hellen gelbbraunen Kanten. Am Ende des Schwanzes befindet sich eine unscheinbare Quaste. Mit Ausnahme eines Streifens auf der Mitte ist die Unterseite der Füße mit Fell bedeckt. Die Zahnformel lautet I 1/1, C 0/0, P 0/0, M 3/3, was 16 Zähne im Gebiss ergibt. Kennzeichnend sind orange obere Schneidezähne mit einer Kerbe. Von den paarig angeordneten Zitzen der Weibchen liegen zwei auf der Brust und vier im Leistenbereich. Der diploide Chromosomensatz enthält 36 Chromosomen (2n=36).

## Verbreitung
Die Südafrikanische Zwergrennmaus hat eine große Population von Namibia und dem westlichen Simbabwe über Botswana bis ins zentrale und westliche Südafrika. Sie erreicht vermutlich Grenzgebiete in Angola. Kleinere Populationen gibt es im Südosten von Südafrika sowie im Südwesten von Mosambik an der Grenze zu Simbabwe und Südafrika. Dieses Nagetier hält sich in Wüsten, trockenen Savannen, Buschländern und Kulturlandschaften auf. Es besucht gelegentlich Gebäude.

## Lebensweise
Die nachtaktiven Exemplare ruhen am Tage in selbst gegrabenen Bauen. Die Reviere sind bei Männchen durchschnittlich 1,4 und bei Weibchen um 0,8 Hektar groß. Die Nahrung besteht vorwiegend aus Samen von Gräsern und anderen Pflanzen wie Akazien, Sternbüschen, Arctotheca-Arten (Arctotideae), Gazanien oder Greiskräutern. Diese wird mit Gräsern, grünen Pflanzenteilen und Insekten komplettiert. Um den Flüssigkeitsbedarf zu decken, müssen Sukkulenten die Nahrung ergänzen. Diese Rennmaus läuft auf vier Pfoten oder sie macht Sprünge, die etwa 20 cm lang sind. Zur Kommunikation dienen Schreie im für Menschen nicht hörbarem Bereich zwischen 46 und 70 kHz. Zusätzlich trommeln die Tiere mit den Füßen auf dem Boden. Die Südafrikanische Zwergrennmaus wird vom Fleckenuhu, vom Schabrackenschakal, von der Südlichen Großfleck-Ginsterkatze und von kleineren Eulen gejagt.
Allgemein können sich Weibchen zu allen Jahreszeiten fortpflanzen. Nur in der Namib-Wüste finden die Geburten zwischen Dezember und April statt. Nach etwa 21 Tagen Trächtigkeit enthält ein Wurf zwei bis fünf Neugeborene. Die Nachkommen sind anfänglich blind, taub und nackt. Die Ohröffnungen sind nach 3 bis 6 Tagen frei, die Behaarung erscheint nach 8 bis 10 Tagen und nach 14 bis 18 Tagen sind die Augen geöffnet. Ab dem 21. Tag gehen die Jungtiere zu fester Nahrung über. Die Geschlechtsreife tritt nach 60 bis 80 Tagen ein.

## Gefährdung
Die IUCN listet die Südafrikanische Zwergrennmaus  als nicht gefährdet (least concern) aufgrund fehlender Bedrohungen und einer stabilen Gesamtpopulation.